# Бордонайте, Мира Иосифовна
Мира Иосифовна Бордонайте-Снечкувене — советский хозяйственный и политический деятель.

## Биография
Родилась в 1910 году в Каунасе. Член КПСС.
Училась на историческом факультете Каунасского университета, стала профессиональной революционеркой, арестована, политзаключенная.
В 1936—1940 гг. — секретарь подпольного ЦК ЛКСМ Литвы, главный редактор издания «Рабочая и крестьянская молодёжь».
В 1940—1944 гг. — второй секретарь ЦК ЛКСМ Литвы.
В 1944—1948 гг. — заведующая отделом, в 1948—1951 гг. — председатель Комитета по радиофикации Литовской ССР.
В 1951—1954 гг. — слушательница ВПШ при ЦК КПСС.
В 1954—1986 гг. — старший преподаватель Вильнюсского государственного университета.
Вторая жена первого секретаря ЦК КП Литвы Антанаса Снечкуса, автор воспоминаний «Товарищ Матас» о социалистических революционерах в межвоенной Литве и своем муже.
Умерла в 1992 году в Вильнюсе.

## В кино
- Цена свободы. Партизаны (лит. Laisves kaina. Partizanai), 2017 — Вильма Раубайте

## Награды
- Орден Октябрьской Революции (1979)
- Орден Трудового Красного Знамени (1947)
- Орден Знак Почёта (1945, 1950)